# Türk Hava Yolları SK (szachy)
Türk Hava Yolları – turecki klub szachowy z siedzibą w Stambule, sekcja Türk Hava Yolları, mistrz kraju z 2023 roku.

## Historia
Klub został założony w 2004 roku. W 2005 roku awansował do Süper Satranç Ligi. W latach 2007–2008 zespół zajął trzecie miejsce w lidze. W sezonie 2011 drużyna zajęła przedostatnie miejsce i spadła z ligi. W 2014 roku klub wrócił do Süper Satranç Ligi. W 2015 roku zespół zajął trzecie miejsce w lidze. W latach 2017–2018 zespół zdobył wicemistrzostwo Turcji. Sezon 2022 zakończył się dla klubu zdobyciem tytułu wicemistrzowskiego. W sezonie 2023 Türk Hava Yolları zdobył pierwsze w swojej historii mistrzostwo kraju. Zawodnikami klubu byli wówczas m.in. Dommaraju Gukesh, Vidit Gujrathi, Iwan Czeparinow, Mert Yılmazyerli i Betül Cemre Yıldız. W 2024 roku zespół zajął trzecie miejsce w krajowych mistrzostwach.

## Arcymistrzowie w historii klubu
- Nodirbek Abdusattorov[11]
- Cemil Can Ali Marandi[11]
- Emre Can[12]
- Iwan Czeparinow[13]
- Batuhan Daştan[12]
- Nana Dzagnidze[14]
- Merab Gagunaszwili[15]
- Vidit Gujrathi[9]
- Dommaraju Gukesh[11]
- Ediz Gurel[14]
- Bartłomiej Heberla[13]
- Ernesto Inarkijew[16]
- Parham Maghsudlu[14]
- Wołodar Murzin[14]
- Iván Salgado López[17]
- Aleksiej Sarana[16]
- Nihal Sarin[14]
- Amin Tabatabai[14]
- Mert Yılmazyerli[9]